# Cotoneaster meyeri
Cotoneaster meyeri es una especie de planta del género Cotoneaster, perteneciente a la familia Rosaceae.

## Taxonomía
Cotoneaster meyeri fue descrita por Antonina Poyárkova en 1955.

## Distribución
Se encuentra en el territorio de Irán y Transcaucasia.